# Черняховка (Черниговская область)
Черняхо́вка (укр. Черняхівка) — село в Нежинском районе Черниговской области Украины. Население 737 человек. Занимает площадь 4,46 км². Расположено на реке Гнилица.
Код КОАТУУ: 7423389501. Почтовый индекс: 16640. Телефонный код: +380 4631.

## Власть
Орган местного самоуправления — Черняховский сельский совет. Почтовый адрес: 16640, Черниговская обл., Нежинский р-н, с. Черняховка, ул. Коммунаров, 1.